# Annika Bach
Annika Bach (* 1981 in Freiburg im Breisgau) ist eine deutsche Verlegerin. Sie ist Verlegerin, Geschäftsführerin und Gesellschafterin der Verlagsgruppe Seemann Henschel.

## Leben
Bach wuchs in Freiburg im Breisgau auf. Nach dem Abitur studierte sie in Berlin und Göteborg.
Sie absolvierte zunächst zwei Verlagsvolontariate im Ch. Links Verlag und beim Bärenreiter-Verlag. Danach war sie als Programmleiterin für Henschel und Koehler & Amelang tätig, um später die Geschäftsführung von ihrem Vater Jürgen A. Bach zu übernehmen. Seit 2017 ist sie geschäftsführende Verlegerin der Verlagsgruppe Seemann Henschel GmbH & Co. KG.
Bach ist Mutter eines Sohnes und lebt in Leipzig.